# كيوا (كولورادو)
كيوا (بالإنجليزية: Kiowa, Colorado)‏ هي بلدة تقع في مقاطعة إلبيرت، كولورادو بولاية كولورادو في الولايات المتحدة. تبلغ مساحتها 1.3 (كم²)، وترتفع عن سطح البحر 1944 م، بلغ عدد سكانها 581 نسمة في عام 2000 حسب إحصاء مكتب تعداد الولايات المتحدة وتصل الكثافة السكانية فيها 446.9 نسمة/كم2.

## وصلات خارجية
- Town of Kiowa
- The US50 - Cities and Towns in Colorado State
- Colorado Cities and Towns, Facts, Map, Flag, Colleges, Government, and More